# Аска Лэнгли Сорью
Аска Лэнгли Сорью (яп. 惣流・アスカ・ラングレー Со:рю: Асука Рангурэ:) — одна из главных персонажей аниме-сериала и манги «Евангелион», вышедших в 1995 году. Вторая из детей, способных управлять боевыми роботами «Евангелионами» (или сокращённо — «Евами»), разработанными организацией Gehirn и используемыми её преемником Nerv для защиты от таинственных созданий — Ангелов. Также Аску называют «Второе Дитя». Аска — первый пилот Евангелиона-02 (в конце сериала её сменил Каору Нагиса). Возраст — 14 лет. У неё рыжие волосы и голубые глаза. Группа крови — 0 (I). Полукровка с немецкой и японской кровью, имеет американское гражданство. В аниме её озвучивает Юко Миямура, занявшая в 1996 году одиннадцатое место в гран-при журнала Animage (до этого в данном гран-при не появлялась). В 2024 году Хидэаки Анно на вопрос о его любимом персонаже в «Евангелионе» ответил, что Аске он симпатизирует больше всего.

## Описание

### Предыстория
Мать Аски, Кёко Цеппелин Сорью, была одним из исследователей в проекте «Евангелион» немецкого крыла Gehirn. Посвящая всё своё время исследованиям, она практически не находила времени на дочь. После неудачного эксперимента с Евангелионом-02 она сошла с ума и продолжила игнорировать дочь, но уже по той причине, что считала таковой куклу. При этом она уговаривала свою «дочку» умереть вместе с ней на том основании, что они обе не нужны папе. В 2005 году Аска была выбрана Вторым Дитя, пилотом Евангелиона-02. Она хотела поделиться этой новостью с матерью, но когда она прибежала к ней, оказалось, что её мать повесилась. Кёко выглядела счастливой, но на неё было противно смотреть. После самоубийства матери отец Аски женился на докторе Лэнгли, лечившей мать Аски. Её мачеха не смогла стать полноценной матерью, а поведение Аски пугало её. В день похорон Аска пообещала, что не станет больше плакать и будет жить для себя.

### В ТВ-сериале
Согласно сериалу, Аска Лэнгли Сорью — второй объект, выбранный институтом Мардук в 2005 году. Второе Дитя и первый пилот «Евангелиона-02». Имеет вспыльчивый характер и высокое мнение о себе. Свободно говорит на японском и немецком языках. Умственно одаренный ребёнок: в 12 лет окончила колледж. Тем не менее имеет проблемы в школе, связанные с плохим знанием кандзи, так как их не преподавали в колледже. Единственный представитель противоположного пола, пользующийся её уважением, — Рёдзи Кадзи.
Несмотря на то, что работа пилотов связана с защитой человечества, Аску защита человечества не волнует. Для неё пилотирование — способ показать себя всему миру и повод для гордости. В то же время пилотирование является и смыслом её жизни. Для неё важно быть первой среди пилотов, поэтому она тяжело переживает тот факт, что Синдзи постепенно обходит её как пилот. Несмотря на то, что она претендует на лидерство среди пилотов, фактически ей с трудом даётся работа в команде — там, где Синдзи и Рей синхронизируют свои действия без всякой подготовки, у Аски на синхронизацию действий с Синдзи уходит неделя. Также она не слушает ничьих советов, в результате чего пилоты под её руководством бесцельно блуждают по Геофронту. Тем не менее при необходимости способна придумывать эффективную стратегию боя с Ангелом. Её характер в аниме-фильме Death характеризуется как отвратительный (яп. 嫌な感じ ияна-кандзи).
Хотя в 9-й серии показано, что при желании Аска может быть весьма коммуникабельной, она практически не имеет друзей и периодически ведёт себя крайне отталкивающе и грубо. Так, она не скрывает своего презрительного отношения к мальчикам её возраста, регулярно обзывает Синдзи дураком и извращенцем, обвиняет Кэнске и Тодзи в том, что они хотят за ней подглядывать, а об отношениях Мисато и Кадзи говорит: «меня тошнит». Все её отношения с противоположным полом заканчиваются провалом. Кадзи и Синдзи не проявляют к ней интереса. Когда же она идёт на свидание, назначенное ей через Хикари, отношения рвёт уже сама Аска, сбегая со свидания. После этого она почти насильно заставляет Синдзи поцеловать себя, но сразу после поцелуя бежит полоскать рот. Однако она не испытывает особых проблем в общении с другими девушками и поддерживает достаточно близкие отношения с Хикари, у которой остаётся ночевать, когда у Аски плохо на душе. С другой стороны, наладить отношения с Рей Аске не удаётся несмотря на все попытки.

В свободное время Аска смотрит телевизор, каких-либо иных хобби не показано. Однако показано, что Аска ценит возможность съездить с классом на Окинаву, а в случае отсутствия такой возможности компенсирует её тем, что ныряет с аквалангом в бассейне.

В ходе сражений с Ангелами Аска теряет уверенность в себе как в пилоте, тело и душа также измучены. Она теряет волю к жизни, а и без того предельно низкая синхронизация падает до нуля. В результате она сбегает из Nerv, слабеет в ванне разрушенного дома и сходит с ума. Там её находит служба безопасности Nerv и помещает в больницу.

### Отношения

#### С Рей
Аска предпочитает не называть Рей Аянами по имени и упоминает её либо как «Первую», либо как «лучшую ученицу» (яп. 優等生 ю:то:сэй). Такое отношение является для Аски уникальным, так как несмотря на оскорбления в адрес других персонажей, их она зовёт по имени. Первая попытка наладить отношения с Рей сразу же заканчивается провалом, и позднее Аска связывает это с тем, что «ласковая и лучшая ученица» (яп. 可愛がられてる優等生 каваигарарэтэру ю:то:сэй) её презирает. Несмотря на очевидное отсутствие у Рей интереса к поддержанию каких-либо отношений с Аской и мнение Аски о отношении к ней Рей, впоследствии Аска тем не менее предпринимает ещё две попытки наладить отношения — пытается пригласить Рей на вечеринку в честь повышения Мисато и вместе отметить победу над десятым Ангелом. Хотя Рей в последнем случае и удаётся уговорить, никакого развития отношения Аски и Рей не получают. К 22 серии дело доходит до рукоприкладства — получив от Рэй совет открыть душу Евангелиону и утвердительный ответ на вопрос «убьет ли Рей себя, если ей прикажут», Аска обзывает Рэй куклой и даёт ей пощёчину.

#### С Синдзи
Знакомство двух пилотов состоялось на флагмане флота ООН «Over the Rainbow», куда Синдзи Икари прибыл как резервный пилот Евы-02. Для Аски Синдзи прежде всего является конкурентом, поэтому она негативно воспринимает сведения о его успехах. Вместе с тем она презирает его как личность. Вскоре после этого Аска перевелась в ту же школу Токио-3, что и Синдзи. Также Мисато насильно поселила её у себя под предлогом необходимости совместных тренировок пилотов. Позднее, как и Мисато, Аска перекладывает на Синдзи значительную часть домашних обязанностей. Так, например, он отвечает за школьные завтраки и подготовку ванны. Как показывают вырезанные сцены из 22 эпизода, хотя Аска и хотела бы внимания со стороны Синдзи, для неё не принципиально, чтобы внимание исходило именно от него. Синдзи же ответного интереса к ней не проявляет. Как и в общении с прочими своими одногодками, в общении с Синдзи Аска резка и не стесняется оскорблять его, обзывая дураком. Как и в случае свидания со знакомым Хикари, с которого Аска сбежала, личные отношения между Синдзи и Аской развития не получают и рвутся самой Аской: несмотря на то, что после неудачного свидания со знакомым Хикари Аска почти насильно заставляет Синдзи поцеловать себя, после этого она демонстративно бежит полоскать рот. Несмотря на негативную реакцию на развитие отношений Кадзи и Мисато, Аска также не проявляет никакого интереса к личной жизни Синдзи. К концу сериала Аска, утратив способности к пилотированию, проникается ненавистью ко всем и в первую очередь к себе.

#### С Кадзи
В сериале не раскрывается, была ли знакома Аска с Рёдзи Кадзи до транспортировки Евы-02, равно как и обстоятельства их встречи. Изначально Кадзи, как сотрудник «Нерв», сопровождает Аску на пути в Японию (хотя на самом деле всё наоборот, Ева-02 служит защитой для Адама, которого Кадзи тайно перевозит в главное отделение «Нерв»). Однако по приезде он остаётся в штаб-квартире «Нерв» и становится доверенным лицом командующего Икари. Аска испытывает сильные чувства к Кадзи, который затмил всех её сверстников («На самом деле, Кадзи единственный нормальный парень»). Она старается проводить с ним как можно больше времени, однако занятость Кадзи препятствует этому. Когда же Кадзи возобновляет отношения с Мисато, взаимоотношения Аски с последней быстро портятся, как и её настроение. Это, вкупе с падением самооценки, доводит её до безумия.

#### С Мисато
Аска встретилась с Мисато Кацураги ещё в Германии, и уже тогда та чем-то ей не понравилась. Будучи куда более активной, нежели другие пилоты, Аска часто подвергает критике решения Мисато и несколько раз даже пытается не подчиниться её приказу (в этих случаях помогала угроза заменить её Рей). Иногда Аска позволяла себе кричать на начальницу, в частности когда та заступилась за Синдзи (будучи решительной и твёрдой на работе, дома Мисато ведёт себя настолько раскованно и добродушно, что даже Синдзи порой повышал на неё голос). Однако в целом они хорошо уживались друг с другом, Аска даже просила у Кацураги духи для свидания. Ситуация резко изменилась после возвращения былой страсти между Мисато и Рёдзи Кадзи. Аска начинает избегать встречи с «соперницей», а затем испытывает к ней ненависть.

#### С другими персонажами
К своей мачехе Аска относится вполне тепло, однако считает её чужой. Как она сама говорила: «Она мне не настоящая мать, но это же не значит, что я её ненавижу».
Отношения Аски с отцом в сериале остаются нераскрытыми.

### Возраст
Gainax не называет года рождения Аски, а лишь указывает, что она родилась 4 декабря и ей 14 лет. Однако самими японцами указывается 2001 год. Так как Аска родилась в декабре, может показаться, что 14 лет ей исполнится только в декабре 2015 года, а значит, события сериала также разворачиваются в декабре, так как это последний месяц года, а бои с Ангелами заканчиваются до конца 2015 года. На самом же деле, в данном случае подразумевается японская система подсчёта возраста, при котором возраст увеличивается не в день рождения, а в Новый год. Когда Аска переехала в Японию, её возраст увеличился до 14-ти не в декабре, а 1 января. Однако по европейскому стилю её возраст — 13 лет, так как её четырнадцатый день рождения ещё не наступил.

### В The End of Evangelion
В The End of Evangelion военные силы Японии штурмуют Nerv и получают приказ уничтожить пилотов. Дабы спасти Аску от них, Мисато помещает её в Еву-02, а саму Еву прячет на дно озера. Впрочем, военные вскоре находят Еву-02 и начинают её обстрел глубинными бомбами. Во время этого обстрела Аска лишь повторяет «я не хочу умирать», не делая никаких попыток спастись. В итоге это будит дух её матери, обитающий в Еве, и мать помогает Аске прийти в себя и запустить Еву-02. Чтобы остановить её, Seele посылает в бой серийных Евангелионов, которые в итоге побеждают Аску посредством копий копья Лонгиния. Несмотря на то, что сразу после этого энергия Евы-02 подходит к концу, та продолжает работать, и Аска разделяет с Евой её повреждения. В результате в последний раз, когда её показывают внутри Евы, у неё рассечена пополам рука, отсутствует глаз и сильное кровотечение. Позднее она появляется в видениях Синдзи, втягивая его в очередную ссору. В конце фильма она появляется на пляже, рядом с Синдзи. Несмотря на то, что её глаза открыты, она долгое время никак не реагирует на то, что Синдзи пытается её задушить. Однако в итоге Аска гладит его по щеке и говорит, что ей плохо (другой вариант перевода — она говорит «Отвратительно»).
Тот факт, что Синдзи, пользуясь беспомощным состоянием девушки, онанировал на неё, также отражается на отношении Аски к Синдзи. Она упрекает его в том, что он даже не пытался её понять и использует лишь для побега от пугающих его родителей, Мисато и Рей. Также она обвиняет Синдзи в онанизме и высказывается об их отношениях так: «Если ты не можешь принадлежать мне целиком, тогда ты мне не нужен». Позднее она описывает их отношения так: «Лучше смерть, чем быть с тобой». Тем не менее после того, как она вместе с Синдзи выбирается из моря LCL, и тот начинает её душить, она нежно гладит его по щеке. После этого Синдзи отпускает её и начинает плакать, а Аска шепчет «Мне плохо» (или «Отвратительно»). Точный смысл финальной сцены скрыт, и неоднократно оспаривался..

## История создания

### Концепция

Первоначальные эскизы героини, выполненные Ёсиюки Садамото.

Как поясняет Анно, имя Аски было взято у главной героини манги Super Girl Asuka, Аски Саки, автора Синдзи Вада. Фамилия же Лэнгли дана Аске в честь корабля военно-морского флота США. Во флоте было два таких корабля (USS Langley (CV-1) и USS Langley (CVL-27)), и оба являлись авианосцами. «Сорью» — название авианосца императорского флота Японии
. При этом запись названия авианосца (蒼龍) отличается от записи фамилии Аски. Согласно ранним планам, её хобби должны были стать игры. В манге при первом её появлении она играет на игровых автоматах. Однако в аниме она проявляет интерес к видеоиграм, лишь впав в депрессию из-за неспособности пилотировать Евангелион.
Первоначально заглавным персонажем должна была стать девушка, рядом с которой будет героиня с характером старшей сестры. Все это структурно должно было напоминать Gunbuster. В ответ на эти запросы Садамото создал дизайн похожей на Аску героини. Предполагалось что она займёт положение «идола», а её отношения с Синдзи будут формироваться по типу отношений Жана и Нади из Nadia: The Secret of Blue Water. Тем не менее после Gunbuster и Nadia Садамото уже не слишком нравилась идея делать главного персонажа девушкой. Поэтому, раз уж работы велись над меха-аниме, Садамото предложил сделать главного героя мальчиком. Примерно в то же время Садамото узнал о нерве A10 и предложил идею «о мёртвых матерях внутри боевых роботов». В результате старые наработки были полностью отброшены и остались лишь в черновиках.

### Озвучивание
Сэйю, озвучивающая Аску, Юко Миямура, так описывала работу над этим проектом: «Аска была не самым откровенным персонажем, которого я когда-либо встречала… каждый раз, когда я пыталась добиться более полной синхронизации, Аска никогда не позволяла себе синхронизироваться со „мной“… Однажды я поняла, что в сердце Аски было закрыто стеной». Много позднее она заявила, что работа над сериалом была «очень тяжёлой» и что порой она «хотела стереть „Евангелион“».
В интервью 2021 года Миямура сказала, что за 25 лет озвучивания Аска стала ей старшей дочерью. С ней она встречалась гораздо больше, чем с собственной. Две Аски, Сорью и Сикинами, являются разными людьми, но у обеих есть сильное желание быть лучшими. В сериале Сорью не стеснялась ударить Синдзи и Рей, командовать ими. В Rebuild of Evangelion Cикинами чаще скрывает такие чувства внутри. Когда сериал вышел в эфир, было тяжело и одиноко. Тогда в Японии не проявляли терпимость и относились к аниме с пренебрежением. Очень сложно было сыграть сцену в The End of Evangelion, где Аску разорвали на части серийные Евангелионы. Спасла встреча с Тиффани Грант, которой также пришлось нелегко озвучивать в английском дубляже. Со временем это вознаграждается. После того, как «Ева» стала популярной и социально значимой, среда резко изменилась. Однако Миямура до сих пор не хочет смотреть оригинал.

## В манге
Мать Аски и её муж хотели иметь детей, но Кёко не могла забеременеть. В результате её муж ушёл от неё к другой женщине, которая смогла родить ему ребёнка. За большие деньги Кёко купила сперму. Как утверждает Аска, при этом был выбран первоклассный банк спермы со строгим отбором как доноров, так и клиентов, и таким образом Аска стала продуктом евгеники. Но рождение дочери уже не смогло заполнить пустоты в сердце Кёко. Впоследствии в ходе неудачного эксперимента с Евой-02 она сошла с ума и перестала узнавать дочь, заменив её куклой. Более того, она попыталась убить дочь, когда та подошла слишком близко.
На момент первого появления в манге Аска является красивой и умной девушкой, прекрасно пилотирующей Еву. Помимо этого, также отлично знает боевые искусства и может в одиночку раскидать толпу хулиганов. Однако характер её абсолютно не удался. Её соблюдение норм приличий крайне низко — так, она может решать свои финансовые проблемы, беря «плату за просмотр» своих трусиков (100 иен с человека), или предлагать Синдзи посмотреть свою грудь, будучи знакомой с ним всего несколько дней. Ко всем парням, за исключением Кадзи, относится с крайним пренебрежением, чего не скрывает. Так, она может обзывать всех микробами или, написав письмо Кадзи, переложить в нём всю вину на Синдзи и, не сообщая о содержании письма, потребовать, чтобы Синдзи же это письмо доставил. В итоге, у окружающих складывается мнение, что она лишь иногда притворяется хорошей девочкой. Помимо этого, обладает высоким самомнением, веря словам матери о том, что она особенная. Хотя и начинает сомневаться в этом после боя с Зеруилом, так как фактически победила только Гагиила и лишь при поддержке флота.
Несмотря на это, по сравнению с сериалом она гораздо лучше работает в команде. Так, при отключении в Нерве электричества, в отличие от сериала, Аска почти сразу признаёт, что Рей значительно лучше ориентируется в Геофронте, и не пытается водить пилотов кругами. Более того, отправляясь искать Мисато, она уже сама требует, чтобы Рей была проводником (однако та отвечает отказом). Увеличен и её уровень участия в общественной жизни — если в сериале Аска лишь интересуется причиной интереса Хикари к Тодзи, то в манге она пытается помочь Хикари привлечь к себе внимание Тодзи и подгоняя её в развитии отношений на том основании, что хотя сегодня все и хорошо, но что может случится завтра — неизвестно. Впоследствии, она применяет эти слова и к своим отношениям с Кадзи, и в итоге вынуждает его признать искренность своих чувств и то, что она — не ребёнок. Однако, как и в сериале — Кадзи отвечает ей отказом.

## В других произведениях

### Манга
- Аска появляется в манге Angelic Days, созданной по мотивам игры Iron Maiden 2nd.
- Также Аска появляется в манге Gakuen Datenroku.

### Компьютерные игры
- В продолжении игры Ayanami Raising Project — Ayanami Raising Project with Asuka Supplementing Project, в дополнение к возможности руководить развитием Рэй, добавлена возможность руководить развитием Аски.[43] Развитие Аски становится доступным после завершения линии Рэй.
- В Girlfriend Of Steel Аска выступает как конкурентка Маны Кирисимы в борьбе за сердце Синдзи.
- Аска появляется в Iron Maiden 2nd как одна из претенденток на сердце Синдзи.
- Аска появляется в игре Shinji Ikari Raising Project и манге по её мотивам.

### Аниме
- Аска появляется во второй части аниме-фильма Rebuild of Evangelion. В этом фильме её фамилия меняется на «Сикинами», и она получает звание капитана. Также, теперь её называют не «Второе Дитя» (Second Children), а «Вторая Девочка» (яп. 第2の少女 даи ни но сё:дзё). В третьей части она носит повязку на левом глазу, хотя причина не объясняется. Загадочный образ вызвал множество шуток у фанатов, которые стали называть её «Пиратка Аска». Секрет повязки был раскрыт в четвёртом фильме — там оказался запечатан Девятый Ангел. Это служит отсылкой к культовой сцене в «Конце Евангелиона»[44].
- Она также появляется в тиби-ситкоме Petit Eva: Evangelion@School.
- В 31 серии и фильме Shinkansen Henkei Robo Shinkalion Аска присутствует вместе с Рэй, но они не пилотируют свои Евы в отличие от Синдзи[45]. Также в 21 серии Shinkalion Z[46].

### Прочее
- Аска принимает участие в шуточной постановке «Сюкёку но цудзуки» (яп. 終局の続き Сю:кёку но цудзуки), входившей в альбом Neon Genesis Evangelion Addition.
- В официальной колоде Таро «Евангелион» Аска — Императрица (№ 3)[47].
- В коллаборации с фильмом Shin Kamen Rider 2023 года Аска изображена в костюме осы Хироми[48].

## Популярность и влияние

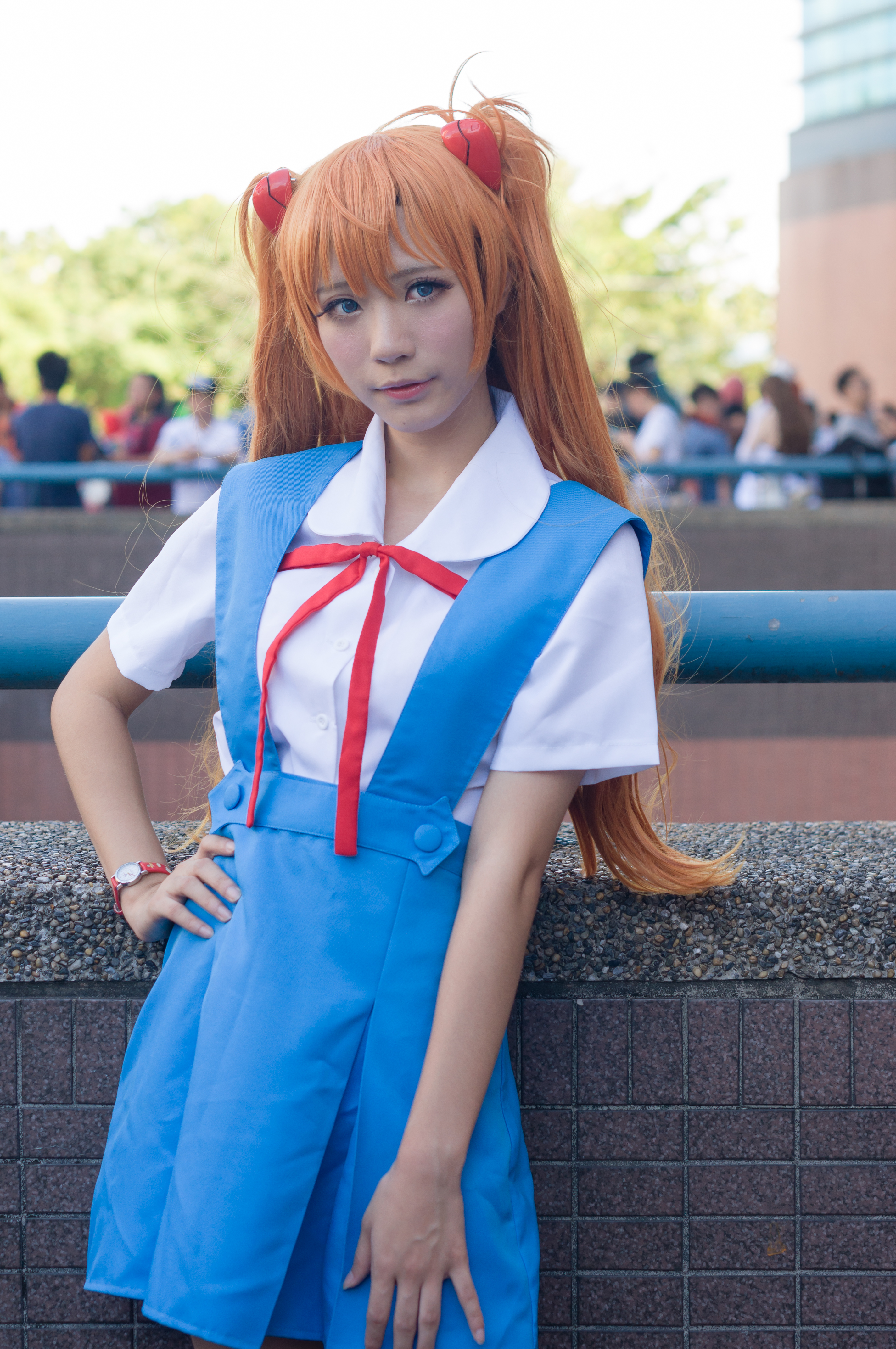
Косплей Аски в школьной форме

В 1996 году по результатам гран-при журнала Animage Аска заняла третье место, набрав 763 голоса, и с 1996 по 1998 годы удерживалась в двадцатке самых популярных персонажей по версии Animage. В 2010 году журнал Newtype признал её третьим по популярности женским аниме-персонажем 90-х. В 2012 году в проведённом Fuji TV опросе она заняла двадцать второе место среди лучших женских персонажей токусацу. Тем не менее с выходом Rebuild of Evangelion её популярность возросла. Так, в ежегодном опросе японского дистрибьютора музыки Recochoku «На какой героине аниме вы хотели бы жениться?», проходившем с 28 мая 2009 года по 1 июня, Аска заняла десятое место. После выхода 27 июня 2009 года Evangelion: 2.0 You Can (Not) Advance Аска удерживала первое место среди женских персонажей (по версии Newtype) в августе и сентябре. В октябре же она спустилась до десятого места, и её обошла по популярности Рэй Аянами, занявшая третье место. В 2010 году идущий бонусом к DVD и BD изданиям второй части Rebuild of Evangelion фрагмент плёнки с изображением Аски ушёл с аукциона по цене 113 201 иена (примерно 1 252 долларов США).
Gainax выпускал различную сувенирную продукцию, связанную с ней. Например, статуэтки в натуральную величину, фигурки, плееры и футболки. Также выпускается продукция, связанная с её косплеем, например, заколки для волос в виде нейронных зажимов, носимых ею. Также в 1997 году был выпущен посвящённый Аске артбук «Аска - Синсэики Эвангэрион бунко сясин сю» (яп. ASUKA(アスカ)―新世紀エヴァンゲリオン文庫写真集 Асука - Синсэики Эвангэрион бунко сясин сю:, «Аска — библиотека Евангелиона, коллекция фотографий»). 27 летняя косплеер Лай Пин-Ю  из Демократической прогрессивной партии Тайваня, выступавшая перед избирателями в костюме Аски, одержала победу на выборах в 12-м округе Нового Тайбэя в январе 2020 года. Fender Japan выпустила ограниченную серию электрогитар 2020 Evangelion Asuka Telecaster. К инструменту прилагается сертификат подлинности и рисунок режиссёра Кадзуи Цурумаки. Стоимость составляет 250000 иен. Согласно опросу телеканала NHK, Аска, как персонаж Rebuild of Evangelion, стала самым популярным персонажем франшизы.

## Отзывы и критика
Деннис Редмонд в статье для журнала Quarterly Review of Film and Video рассматривает появление Аски как хафу японо-немецкого происхождения в общих рамках внедрения Хидэаки Анно в сериал элементов европейской культуры от терминологии немецкой классической философии до применения в некоторых сценах симфонии № 9 Бетховена, что способствовало на фоне успеха «Евангелиона» всё большему распространению этого влияния на всю аниме-культуру. Редмонд подчеркнул, что Аска тем самым стала, вероятно, первым персонажем со смешанным происхождением в японской телевизионной научной фантастике. На взгляд обозревателя Kyoto Journal Сато Кэндзи, фактом принадлежности Аски к европеоидной расе являлись рыжие волосы и голубые глаза, но при этом не наблюдались различия в строении черепа или физическом развитии героини по сравнению с фактической японкой Рей Аянами, что свидетельствовало об общем снижении реалистической передачи национальных особенностей и «этническом размытии» героев в индустрии аниме и манги. В совместной статье профессора японоведения Лейпцигского университета Мартина Рота и сотрудника университета Центрального Ланкашира Мари Накамуры Аска была охарактеризована как персонаж, подвергающий сомнению подлинность собственных чувств и подавляющей внешние проявления комплекса неполноценности, вызванного отсутствием доверительных отношений с окружающими и сильной эмоциональной изоляцией. Исследователями подчёркивалось, что данная проблема характерна и для других героев «Евангелиона», в особенности для Рей, и связана с осмыслением ими отчуждения собственных личностей и результатов действий.
По мнению профессора философии Пенсильванского университета Марианы Ортеги, Аска, вместе с Мисато и Рей, в финальных сериях оригинального сериала представлена как часть гностической триады эонов женственности для выяснения отношения Синдзи к её аспектам, а предложение стать «одним целым» с главным героем является отсылкой к концепции плеромы как состояния абсолютного коллективного сознания. В финальной же сцене The End of Evangelion действия и слова Аски «Мне плохо» (яп. 気持ち悪い Кимоти варуи), на взгляд Ортеги, способствуют разрушению продемонстрированной в фильме дихотомии разум — тело, знаменуя возвращение к реальности имманентности тела, а сама Аска воспринимается как Ева для нового человечества.
Согласно CBR.com, из-за своей эмоциональной незрелости, Аска совершила ряд предосудительных поступков. Она испортила первое впечатление, жестоко обращалась с Синдзи, который потом сделал с ней гораздо худшее в «Конце Евангелиона», пыталась соблазнить Кадзи, нарушала прямые приказы, будучи пилотом Евы. Решив присвоить себе всю славу, Аска отклонилась от плана по уничтожению Ангелов. Эти нахальные и безрассудные выходки неоднократно наносили вред людям. Конечно, она была всего лишь ребёнком, неспособным справиться со всем, что от неё требовалось. И по-человечески проиграла бой с серийными Евами SEELE. Переход Аски из высокомерной уверенности в глубокую депрессию остаётся одним из самых захватывающих в истории аниме.
В обзоре Polygon Аска является препятствием для Синдзи, потому что её характер наглый, полный лести и гордости за свою привлекательность. Но она также имеет границы и тщательно защищает уязвимые места. Девушка позиционирует себя как взрослая и демонстративно показывает это другим. Её личный кошмар — страх беспомощности и отсутствие того, кто бы о ней позаботился и защитил. Аску критикуют за то, что она слишком хамская и откровенная, но та всего лишь играет роль. С психологической точки зрения это довольно распространённое явление, механизм выживания. Сущность её гнева — борьба за самоидентификацию. В итоге она встретилась с собственными демонами, признавая, что больше всего ненавидит себя. Под конец Аска озвучивает приговор всему человечеству: отвратительно. По описанию THEManime.org, Аска всегда ведёт себя как надменная маленькая соплячка. 2 апреля 2009 года компанией «Yahoo!» был проведён опрос о том, какие актёры наиболее подойдут на роль персонажей в игровой версии Евангелиона. По результатам этого опроса наиболее подходящей на роль Аски была выбрана Эрика Тода (яп. 戸田恵梨香 Тода Эрика).